# Historia LGBT en Irán
La historia de las personas LGBT en Irán se remonta a miles de años. La homosexualidad ha sido considerada un pecado en el Islam y está prohibida en casi todos los países de mayoría musulmana, incluido Irán. En el Irán preislámico existía una tradición de homosexualidad; sin embargo, la mayoría era intolerante con la pederastia y la actividad sexual entre dos hombres, especialmente los zoroastrianos. Según Amiano Marcelino, los iraníes estaban "lejos de tener relaciones inmorales con los niños". De hecho, la mayoría no toleraba la homosexualidad hasta la invasión de los ghaznávidas y los selyúcidas.
A partir de mediados de la década de 1980, con el Gobierno islámico en el poder, hasta 7000 homosexuales fueron ahorcados, fusilados, apedreados o quemados vivos. Desde la revolución iraní de 1979, el castigo por la homosexualidad se basa en la ley Sharia, siendo la pena máxima la muerte. Las personas transgénero nunca han sido abordadas oficialmente por el gobierno previo a la revolución de 1979, pero, después de la Revolución Islámica, la ley islámica permitió la cirugía de reasignación de sexo. El gobierno proporciona hasta la mitad del coste del procedimiento a quienes necesitan asistencia financiera, previa presentación de los documentos necesarios y prueba de un trastorno de identidad.

## Período preislámico
La antigua sociedad iraní tenía una tradición de politeísmo y pederastia, que entró en agudo conflicto durante el período aqueménida. La pederastia iraní y sus orígenes fueron debatidos incluso en la antigüedad; por ejemplo, Heródoto afirmó que la habían aprendido de los griegos: "De los griegos aprendieron a acostarse con los niños". Sin embargo, Plutarco afirma que los iraníes utilizaban a niños eunucos con ese fin mucho antes del contacto entre las culturas. En cualquier caso, Platón afirmó que consideraban adecuado prohibirlo a los habitantes de las tierras que ocupaban, ya que "no conviene a los gobernantes que sus súbditos tengan pensamientos nobles, ni que formen las fuertes amistades y vínculos que estas actividades, y en particular el amor, tienden a producir."
Sexto Empírico, escribiendo en sus "Esquemas del escepticismo" (alrededor del año 200 d. C.) afirmó que las leyes de los persas eran tolerantes con el comportamiento homosexual, y que los hombres "se permitían tener relaciones sexuales con varones" (1:152).
Alrededor del año 250 a. C. durante el Imperio parto, se escribió el texto zoroástrico, la Vendidad. Contiene disposiciones que forman parte del código sexual que promueve la sexualidad procreadora y que se interpreta en el sentido de que prohíbe las relaciones sexuales entre personas del mismo sexo como una forma de adoración demoníaca y, por tanto, pecaminosa. Los comentarios antiguos sobre este pasaje sugieren que quienes practicaban la sodomía podían ser asesinados sin el permiso de los Dastur. Sin embargo, los historiadores griegos atestiguan una fuerte tradición homosexual en Irán desde el siglo V en adelante, por lo que la prohibición aparentemente tuvo poco efecto en las actitudes iraníes o el comportamiento sexual fuera de las filas de los devotos zoroastrianos en las zonas rurales del este de Irán.

## Período islámico

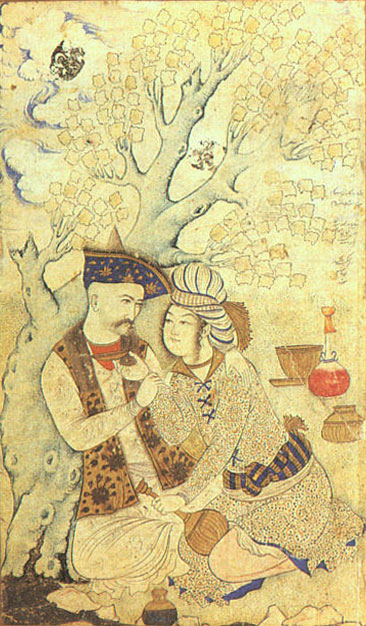
Shah Abbas de Irán con un paje (1627).

Existe una cantidad significativa de literatura persa que ilustra explícitamente la antigua existencia de la homosexualidad entre los iraníes. En la poesía persa, se pueden encontrar referencias al amor sexual además de las del amor espiritual/religioso. Muchos gazales (poemas de amor) y textos en Bostan y Gulistán de Sa'di retratan el amor entre hombres al igual que entre hombres y mujeres. En algunos poemas, el amado de Sa'di es un hombre joven, no una mujer.

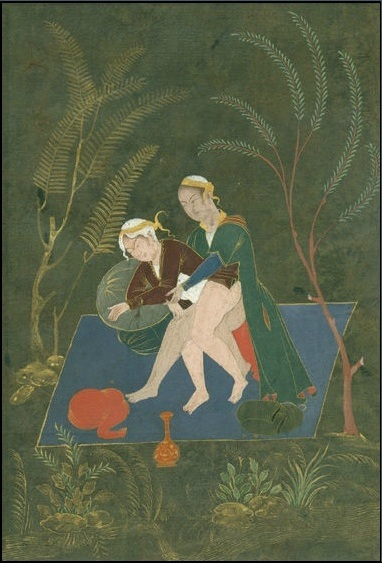
Miniatura persa safávida de 1660 de dos hombres practicando sexo anal.

Los viajeros europeos destacaron el gusto que tenía Shah Abbas de Irán (1588-1629) por el vino y las festividades, pero también por los pajes encantadores y los coperos. Una pintura de Riza Abbasi con cualidades homoeróticas muestra al gobernante disfrutando de tales delicias.

### Homosexualidad premoderna
A lo largo de su estudio, el historiador Khaled El-Rouayheb ha argumentado que las relaciones entre personas del mismo sexo durante el período islámico contrastan con lo que se considera homosexualidad moderna. Su argumento apoya la noción de homosexualidad como un concepto que recientemente se estableció como identidad.
Anteriormente, el acto de penetración entre dos hombres se consideraba un acto de dominación más que un acto sexual, en el que una persona presidía el dominio sobre la otra. El individuo que domina a la otra persona sería considerado activo y el otro pasivo. Los actos sexuales que involucraban a personas del mismo sexo se entendían a través del concepto de participantes pasivos y activos más que por género. El hombre que era considerado el participante pasivo fue deplorado por ser visto como el rol más femenino en comparación con el participante activo que sería visto como más masculino y dominante.
Durante el siglo XIX surgió un cambio en la visión de las relaciones entre personas del mismo sexo. La influencia europea creó una narrativa separada de lo que se consideraba homosexualidad, lo que resultó en que Irán rechazara por completo la idea de homosexualidad y abrazara el concepto de homosocialización. Aun así, este concepto de que los hombres participaban en prácticas sexuales con otros hombres todavía prevalecía y se consideraba un acto más que una característica.

## Irán delsigloXX
En 1914, Magnus Hirschfeld escribió que "la sodomía y el tribadismo" se castigaban con la pena capital en el Estado Sublime de Persia según las "leyes religiosas chiítas", pero en el caso de las mujeres esto sólo se aplicaba con la cuarta condena; en las otras tres condenas anteriores recibían 100 latigazos. Hirschfeld también afirmó que "en los últimos años, el código penal religioso se ha aplicado en la práctica de forma muy negligente. Nadie en la embajada alemana ha oído hablar de una condena como consecuencia del delito en cuestión".
Bajo el gobierno de Mohammad Reza Pahlavi, el último monarca de la dinastía Pahlavi, la homosexualidad era tolerada, incluso hasta el punto de permitir la cobertura periodística de una boda entre personas del mismo sexo. A finales de la década de 1970, algunos iraníes incluso empezaron a hablar de crear una organización de derechos de los homosexuales, similar al movimiento de Liberación Gay. Hasta la revolución, había algunos clubes nocturnos en los que se toleraba el comportamiento homosexual. Sin embargo, durante la época del Shah, la homosexualidad todavía era un tabú en todas partes y, a menudo, uno no podía recurrir a familiares o amigos en busca de apoyo y orientación. No existían agencias públicas para ayudar a los jóvenes o personas que estaban confundidas o cuestionaban su sexualidad.[cita requerida]
Janet Afary ha argumentado que la revolución de 1979 estuvo motivada en parte por la indignación moral contra el régimen del Shah y, en particular, contra un simulacro de boda entre personas del mismo sexo entre dos jóvenes vinculados a la corte. Dice que esto explica la virulencia de la opresión antihomosexual en Irán.

## República Islámica de Irán
Tras la creación de la República Islámica de Irán, miles de personas fueron ejecutadas en público, incluidos homosexuales. El 12 de septiembre de 1979, Oriana Fallaci, periodista italiana, entrevistó al ayatolá Ruhollah Jomeini. Ella le preguntó si estaba bien disparar contra los homosexuales, a lo que él respondió que en algunas sociedades "donde a los hombres se les permite entregarse para satisfacer los deseos de otros hombres", y que "la sociedad que queremos construir no permite tales cosas". Cuando ella respondió sobre el "niño al que fusilaron ayer, por sodomía", respondió "Corrupción, corrupción. Tenemos que eliminar la corrupción." Un informe de 1987 de la Comisión de Derechos Humanos de las Naciones Unidas estimó que unas 7000 personas fueron asesinadas a tiros, ahorcadas, apedreadas o quemadas después de la revolución de 1979.
El nuevo gobierno religioso que se estableció después de la Revolución iraní de 1979 clasificó a los transexuales y travestis con los gays y lesbianas, que fueron condenados por el Islam y enfrentaron castigos de azotes y muerte según el código penal de Irán. En 1986, los transexuales fueron reclasificados como "heterosexuales".
Desde la revolución iraní de 1979, el código legal se ha basado en la ley islámica Shari'a. Todas las relaciones sexuales que ocurren fuera de un matrimonio heterosexual tradicional (es decir, sodomía o adulterio) son ilegales y no se hace ninguna distinción legal entre sodomía consensual o no consensual. Las relaciones homosexuales que ocurren entre adultos de forma consentida en privado son un delito y conllevan una pena máxima de muerte. Las relaciones homosexuales forzadas (violación) a menudo resultan en ejecución. La pena de muerte es legal para los mayores de 18 años y, si se cometió un asesinato, es legal a los 15 años (véase el caso de la ejecución de Mahmoud Asgari y Ayaz Marhoni, cuyas edades se elevaron a 19 años en las transcripciones judiciales). Aprobados por el Parlamento iraní el 30 de julio de 1991 y finalmente ratificados por el Consejo de Guardianes el 28 de noviembre de 1991, los artículos 108 al 140 hablan claramente sobre la homosexualidad y sus castigos en detalle.
El 24 de septiembre de 2007, mientras hablaba en la Universidad de Columbia, el presidente iraní Mahmoud Ahmadinejad dijo, en respuesta a la pregunta: "A las mujeres iraníes ahora se les niegan derechos humanos básicos y su gobierno ha impuesto castigos draconianos, incluida la ejecución, a ciudadanos iraníes que son homosexuales. ¿Por qué se están haciendo esas cosas?", "No tenemos homosexuales, como en tu país. No sé quién te dijo eso". Un asistente dijo más tarde que lo habían citado erróneamente y que en realidad decía que "en comparación con la sociedad estadounidense, no tenemos muchos homosexuales". El asistente aclaró además que "debido a diferencias históricas, religiosas y culturales, la homosexualidad es menos común en Irán y el mundo islámico que en Occidente". Un libro sobre este tema es Mujeres con bigotes y hombres sin barba: género y ansiedades sexuales de la modernidad iraní (en inglés: Women with mustaches and men without beards: gender and sexual anxieties of Iranian modernity) de Afsaneh Najmabadi.

### Derechos transgénero
Una de las primeras activistas por los derechos de los transexuales es Mariam Jatún Molkara. Antes de la revolución, había anhelado hacer la transición física a mujer pero no podía permitirse la cirugía; además, quería autorización religiosa. Desde 1975 escribía cartas al ayatolá Jomeini, que se convertiría en el líder de la revolución y se encontraba en el exilio. Después de la revolución, la despidieron, le inyectaron testosterona a la fuerza y la internaron en una institución. Más tarde fue liberada con la ayuda de su contacto y siguió presionando a muchos otros líderes. Más tarde fue a ver a Jomeini, que había regresado a Irán. Al principio, sus guardias la detuvieron y la golpearon, pero finalmente Jomeini le dio una carta para autorizar su operación de reasignación de sexo. La carta se conoce más tarde como la fatwa que autoriza tales operaciones en Irán. Mariam Jatún Molkara impulsó el avance de los derechos trans y el estatus legal de las personas identificadas como trans en Irán no solo asegurando la fatwa para ella, sino también para las demás personas trans en Irán.
La Organización de Medicina Legal de Irán puso certificaciones a disposición de las personas transgénero. Esto generó oportunidades para que las personas identificadas como trans obtuvieran autorización para cirugías de cambio de género, procedimientos hormonales, seguro médico, ayuda con cuestiones financieras y sociales y nuevos registros de identificación. Sin embargo, quienes se han sometido a una cirugía de reasignación de género experimentan exclusividad en la sociedad, discriminación, posible rechazo de los miembros de la familia, violencia de género y problemas laborales. Estos problemas a menudo han llevado a una mayor tasa de personas sin hogar y abuso de sustancias dentro de la comunidad trans. Aunque la ilegalidad de las relaciones sexuales y actividades entre personas del mismo sexo no se ha abordado a fondo, las diferencias legales entre los iraníes LGB y los transidentificados son críticas. Lograr la aceptación social de toda la comunidad LGBT en su conjunto no era una prioridad para los funcionarios del gobierno de Irán. Dado que la conducta entre personas del mismo sexo está penalizada, la cirugía de reasignación de género pasó a ser sancionada por el Estado como cura para la homosexualidad, heteronormalizando a las personas que tienen deseos hacia personas del mismo sexo o participan en prácticas homosexuales. La historiadora Afsaneh Najmabadi ha expresado su preocupación de que se haya alentado a personas identificadas como LGB a someterse a una cirugía de reasignación de género para ser aceptadas socialmente en Irán. Las acciones progresivas para la comunidad trans en Irán han llevado al aislamiento social y legal, a la violencia institucional y a la opresión de los miembros LGBT que no se identifican como transgénero.